# Авария Boeing 777 в Лондоне
Авария Boeing 777 в Лондоне — авиационная авария, произошедшая в четверг 17 января 2008 года. Авиалайнер Boeing 777-236ER авиакомпании British Airways совершал плановый рейс BA38 (позывной — Speedbird 38) по маршруту Пекин—Лондон, но при заходе на посадку у него начали отказывать оба двигателя и в итоге он жёстко приземлился в 270 метрах от взлётной полосы аэропорта Хитроу. Все находившиеся на его борту 152 человека (136 пассажиров и 16 членов экипажа) выжили, 47 из них получили ранения; 1 пассажир получил тяжёлое ранение.
Причиной аварии стало образование в авиатопливе кристаллов льда, приведшее к засорению теплообменника системы подогрева авиатоплива. Это затруднило подачу авиатоплива в двигатели при увеличении тяги на посадке в аэропорту Хитроу. Компания «Boeing» — производитель самолёта — определила, что проблема имела место исключительно с двигателями от «Rolls-Royce plc»; впоследствии «Rolls-Royce plc» разработала программу модернизации теплообменника. Европейское агентство авиационной безопасности (EASA) предписало заменить теплообменники на всех самолётах с такими двигателями до 1 января 2011 года (Boeing 777 с двигателями от «General Electric» и «Pratt & Whitney» не имели такой проблемы).

## Самолёт
Boeing 777-236ER (регистрационный номер G-YMMM, заводской 30314, серийный 342) был выпущен в 2001 году (первый полёт совершил 18 мая). 31 мая того же года был передан авиакомпании British Airways. Оснащён двумя двухконтурными турбовентиляторными двигателями Rolls-Royce Trent 895-17. На день аварии совершил 3957 циклов «взлёт-посадка» и налетал 28 675 часов.

## Экипаж
Самолётом управлял опытный экипаж, состав которого был таким:
- Командир воздушного судна (КВС) — 43-летний Питер Беркилл (англ. Peter Burkill). Очень опытный пилот, управлял самолётами Lockheed L-1011 TriStar и McDonnell Douglas DC-10. Налетал свыше 12 700 часов, свыше 8450 из них на Boeing 777.
- Второй пилот — 41-летний Джон Кауард (англ. John Coward). Опытный пилот, управлял самолётом Boeing 737. Налетал свыше 9000 часов, свыше 7000 из них на Boeing 777.
- Сменный второй пилот — 35-летний Конор Мадженис (англ. Conor Magenis). Опытный пилот, управлял самолётами Avro RJ, BAe 146 и Boeing 737. Налетал свыше 5000 часов, свыше 1120 из них на Boeing 777.

В салоне самолёта работали 13 бортпроводников.

## Хронология событий
Рейс BA38 вылетел из Пекина в 02:09 BST и взял курс на Лондон. На его борту находились 16 членов экипажа и 136 пассажиров. Маршрут полёта рейса 038 проходил над Монголией, Сибирью (Россия) и Скандинавским полуостровом на высоте от эшелона FL350 (10 650 метров) до FL400 (12 200 метров) при температуре за бортом от −65 до −74 °C. Зная о низкой температуре за бортом, пилоты отслеживали температуру авиатоплива, планируя снизиться в более тёплые слои атмосферы, если температура авиатоплива упадёт ниже предельно допустимой. В данном случае этого не потребовалось, поскольку температура топлива не опускалась ниже -34 °C, что гораздо выше точки замерзания.
Несмотря на то, что температура авиатоплива не опустилась ниже температуры замерзания, вода, содержащаяся в авиационном керосине, замёрзла и лёд скопился на внутренних сторонах топливопроводов (предположительно в местах, где они проходят через пилоны двигателей).
Этот лёд никак не влиял на полёт до последней стадии захода на посадку в аэропорту Хитроу, когда увеличившийся расход авиатоплива, повышение температуры и турбулентность при снижении привели к выпадению льда в топливо. Это привело к формированию ледяной каши из мягкого льда, который перемещался по топливопроводам, пока не осел на топливо-масляном теплообменнике. Последний состоит из 1180 стальных трубок малого диаметра. Авиатопливо проходит по трубкам, а горячее масло циркулирует в корпусе теплообменника. Таким образом достигается подогрев авиатоплива, подающегося в двигатели, и охлаждение масла. В теплообменнике лёд снова замёрз и перекрыл подачу авиатоплива в двигатели.
Первые признаки топливного голодания были замечены экипажем на высоте 220 метров в 3,2 километрах от торца ВПП, когда оба двигателя не отреагировали на команду автомата тяги. Для поддержания профиля снижения, заданного курсо-глиссадной системой, автопилот на высоте 60 метров снизил скорость до 200 км/ч. На высоте 45 метров автопилот отключился; второй пилот продолжил активное пилотирование. В то же время командир снизил угол установки закрылков с 30 до 25° с целью снижения лобового сопротивления и увеличения времени планирования.
В 12:42 BST рейс BA38 пересёк автодорогу A30 и приземлился на траву приблизительно в 270 метрах от торца ВПП №27L. За несколько секунд до касания земли КВС успел подать сигнал бедствия. Во время удара и короткого скольжения по земле передняя стойка шасси подломилась. Правая основная стойка шасси оторвалась и пробила центральный топливный бак и фюзеляж. Левая основная стойка шасси пробила крыло. Лайнер остановился на разметке порога взлётной полосы. Несмотря на утечку авиатоплива из пробитых баков и двигателей, пожара не возникло. 4 бортпроводника и 8 пассажиров получили незначительные травмы, 1 пассажир получил сотрясение мозга, ещё 1 сломал ногу.

## Расследование
Расследование причин аварии рейса BA38 проводил Отдел по расследованию авиационных происшествий Великобритании (AAIB) при участии представителей американского Национального совета по безопасности на транспорте (NTSB), компании «Boeing» и фирмы «Rolls-Royce plc».
В ходе расследования было опубликовано несколько предварительных отчётов и издано 18 рекомендаций по безопасности полётов.

### Домыслы и слухи
Отказ обоих двигателей не рассматривался как причина аварии в связи с низкой вероятностью такого события. Наиболее вероятной причиной назывался отказ электроники, ошибка в программном обеспечении системы управления двигателями. Обе версии были отвергнуты в особом бюллетене.
Предположение о том, что причиной аварии стали радиопереговоры кортежа премьер-министра, также было отвергнуто.

### Предварительный отчёт расследования
В предварительном отчёте расследования AAIB, опубликованном 18 января 2008 года, указано, что не найдено «никаких доказательств механических проблем, столкновения с птицами или обледенения». Не обнаружено «загрязнения топлива или чрезмерного содержания воды в топливе». Запись параметрического самописца показала, что не было «ничего необычного в основных системах». Были обнаружены небольшие инородные тела в топливных баках, хотя не ясно, могли ли они способствовать аварии.
В отчёте также отмечается: есть доказательства того, что кавитация имела место в обоих топливных насосах высокого давления. Это может свидетельствовать об ухудшении подачи или чрезмерной аэрации авиатоплива, хотя производитель отметил, что насосы были способны обеспечить подачу авиатоплива в необходимом объёме. Отмечено, что температура воздуха за бортом самолёта была необычайно низкой, но не настолько, чтобы авиатопливо замёрзло. Продолжаются испытания с целью повторить повреждения, причиненные топливным насосам, и получить данные, соответствующие полученным с приборов лайнера. Комплексное обследование и анализ проводились не только для самолёта в целом, но и для топливной системы двигателей, включая моделирование топливных потоков с учетом экологических и аэродинамических эффектов.

### Окончательный отчёт расследования
Окончательный отчёт расследования AAIB, опубликованный 9 февраля 2010 года, определил следующие причины аварии:
Расследование определило, что потеря тяги обоих двигателей явилась результатом ограничения подачи авиатоплива.
Расследование определило следующие возможные причины, приведшие к ограничению подачи авиатоплива:
1. Перемещение скопившегося льда внутри топливной системы, вызвавшее ограничение подачи авиатоплива в обоих двигателях в результате скопления льда на поверхности топливно-масляного теплообменника.
2. Лёд образовался в топливной системе в результате замерзания воды, присутствующей в авиатопливе в естественных условиях, в ходе полёта самолёта с низким расходом топлива в течение длительного периода времени при температурах, способствующих образованию «липкого льда».
3. Топливно-масляный теплообменник, отвечая применимым на тот момент сертификационным требованиям, показал склонность к засорению при наличии мягкого льда в больших концентрациях при температуре топлива ниже −10 °C и подаче топлива выше полётного малого газа.
4. Сертификационные требования, которым соответствовала топливная система воздушного судна, не принимала во внимание это явление, поскольку такой риск не был известен на тот момент.
AAIB
Отчёт об аварии Boeing 777-236ER, б/н G-YMMM, в аэропорту Хитроу 17 января 2008 г.

AAIB также обратил внимание на пассивную безопасность самолёта в ходе аварии. Он отметил, что основные точки крепления основных стоек шасси находятся на заднем лонжероне крыла, и, поскольку этот лонжерон также является задней стенкой топливных баков, аварийная посадка вызывает их разрыв. Компании «Boeing» было рекомендовано изменить конструкцию крепления стоек шасси для снижения возможности утечки авиатоплива в подобных обстоятельствах.

## Дальнейшая судьба самолёта
После аварии Boeing 777-236ER не подлежал ремонту и был разобран на металлолом. Это первая потеря Boeing 777.

## Культурные аспекты
Авария рейса 038 British Airways показана в 10 сезоне канадского документального телесериала Расследования авиакатастроф в серии Загадка Хитроу.